# Cropus
Cropus is een gemeente in het Franse departement Seine-Maritime (regio Normandië) en telt 214 inwoners (1999). De plaats maakt deel uit van het arrondissement Dieppe.

## Geografie
De oppervlakte van Cropus bedraagt 4,8 km², de bevolkingsdichtheid is 44,6 inwoners per km².
De onderstaande kaart toont de ligging van Cropus met de belangrijkste infrastructuur en aangrenzende gemeenten.

## Demografie
Onderstaande figuur toont het verloop van het inwonertal (bron: INSEE-tellingen).